# Leiocephalus stictigaster
Leiocephalus stictigaster är en ödleart som beskrevs av  Schwartz 1959. Leiocephalus stictigaster ingår i släktet rullsvansleguaner och familjen Tropiduridae.
Arten förekommer på ön Kuba och på mindre tillhörande öar till landet Kuba.

## Underarter
Arten delas in i följande underarter:
- L. s. stictigaster
- L. s. astictus
- L. s. celeustes
- L. s. exotheotus
- L. s. gibarensis
- L. s. lipomator
- L. s. lucianus
- L. s. naranjoi
- L. s. ophiplacodes
- L. s. parasphex
- L. s. septentrionalis
- L. s. sierrae